# Cristin Alexander
Cristin Joy Alexander (ca. 1987) es Miss Islas Caimán 2010, la representante oficial en Miss Universo 2011 y Miss Mundo 2010.

## Miss Islas Caimán
Como representante del distrito de Bodden Town, Alexander compitió como una de los 5 finalistas de Miss Islas Caimán 2010, en George Town el 25 de septiembre de 2010, donde fue coronada como la ganadora final del título, ganando el derecho de representar a las Islas Caimán en el concurso Miss Universo 2011.

## Miss Mundo 2010
Antes de su participación en Miss Universo 2011, Alexander compitió en Miss Mundo 2010. Se convirtió en una de las 40 semifinalistas en el Premio Belleza de Playa el 19 de octubre de 2010 y una de las 20 finalistas en el premio Sports, celebrado el 22 de octubre de 2010. 

## Miss Universo 2011
Como representante oficial de las Islas Caimán para el concurso Miss Universo 2011, transmitido en vivo desde São Paulo, Brasil el 12 de septiembre de 2011, Alexander competirá para tener éxito actual de Miss Universo 2010, Ximena Navarrete de México.